# Kent and East Sussex Railway
| Ankunft eines Zuges in Tenterden |                      |                                                            |                                                          |
| Streckenlänge: | 34,6 km              |                                                            |                                                          |
| Spurweite: | 1435 mm (Normalspur) |                                                            |                                                          |
| |                      |                                                            |                                                          |
| \| \| \| South Eastern Main Line von Paddock Wood \| \| \| \| \| \| \| \| \| \| Headcorn and Maidstone Junction Light Railway nach Tovil \| \| \| \| \| \| \| \| \| 34,6 \| Headcorn \| Headcorn \| \| \| \| \| \| \| \| \| South Eastern Main Line nach Ashford \| \| \| \| \| \| \| \| \| \| River Sherway \| \| \| \| 30,58 \| Frittenden Road \| Frittenden Road \| \| \| 28,16 \| Biddenden \| Biddenden \| \| \| 25,35 \| High Halden Road \| High Halden Road \| \| \| \| Shoreham Lane Tunnel (28 m) \| \| \| \| 24,34 \| Tenterden St Michael's \| Tenterden St Michael's \| \| \| \| \| \| \| \| \| Tenterden and Appledore Light Railway von Appledore \| \| \| \| \| \| \| \| \| 21,73 \| Tenderden Town \| Tenderden Town \| \| \| \| \| \| \| \| \| Cranbrook and Tenterden Light Railway nach Cranbrook \| \| \| \| \| \| \| \| \| 19,43 \| Rolvenden \| Rolvenden \| \| \| 16,72 \| Newmill Channel \| Newmill Channel \| \| \| 15,11 \| Wittersham Road \| Wittersham Road \| \| \| 13,66 \| Hexden Channel \| Hexden Channel \| \| \| 12,51 \| River Rother \| River Rother \| \| \| \| \| \| \| \| \| East Sussex Light Railway nach Rye \| \| \| \| \| \| \| \| \| 11,27 \| Northiam \| Northiam \| \| \| \| Mill Ditch \| \| \| \| 5,53 \| Bodiam \| Bodiam \| \| \| 4,02 \| Junction Road Halt \| Junction Road Halt \| \| \| \| River Rother \| \| \| \| 2,01 \| Salehurst Halt \| Salehurst Halt \| \| \| \| River Rother \| \| \| \| \| River Rother \| \| \| \| \| nach Tonbridge \| \| \| \| 0,0 \| Robertsbridge \| Robertsbridge \| \| \| \| nach Hastings \| \| \| \| \| \| \| \| \| \| Robertsbridge and Pevensey Light Railway nach Pevensey Bay \| \| |                      |                                                            |                                                          |
| |                      | South Eastern Main Line von Paddock Wood                   |                                                          |
| |                      |                                                            |                                                          |
| Abzweig geradeaus und ehemals von links |                      | Headcorn and Maidstone Junction Light Railway nach Tovil   | Headcorn and Maidstone Junction Light Railway nach Tovil |
| |                      |                                                            |                                                          |
| Bahnhof | 34,6                 | Headcorn                                                   | Headcorn                                                 |
| |                      |                                                            |                                                          |
| Abzweig ehemals geradeaus und nach links |                      | South Eastern Main Line nach Ashford                       | South Eastern Main Line nach Ashford                     |
| |                      |                                                            |                                                          |
| Brücke über Wasserlauf (Strecke außer Betrieb) |                      | River Sherway                                              | River Sherway                                            |
| Haltepunkt / Haltestelle (Strecke außer Betrieb) | 30,58                | Frittenden Road                                            | Frittenden Road                                          |
| Bahnhof (Strecke außer Betrieb) | 28,16                | Biddenden                                                  | Biddenden                                                |
| Haltepunkt / Haltestelle (Strecke außer Betrieb) | 25,35                | High Halden Road                                           | High Halden Road                                         |
| Tunnel (Strecke außer Betrieb) |                      | Shoreham Lane Tunnel (28 m)                                | Shoreham Lane Tunnel (28 m)                              |
| Haltepunkt / Haltestelle (Strecke außer Betrieb) | 24,34                | Tenterden St Michael's                                     | Tenterden St Michael's                                   |
| |                      |                                                            |                                                          |
| Abzweig geradeaus und von links (Strecke außer Betrieb) |                      | Tenterden and Appledore Light Railway von Appledore        | Tenterden and Appledore Light Railway von Appledore      |
| |                      |                                                            |                                                          |
| Bahnhof | 21,73                | Tenderden Town                                             | Tenderden Town                                           |
| |                      |                                                            |                                                          |
| Abzweig geradeaus, ehemals nach rechts und ehemals von rechts |                      | Cranbrook and Tenterden Light Railway nach Cranbrook       | Cranbrook and Tenterden Light Railway nach Cranbrook     |
| |                      |                                                            |                                                          |
| Haltepunkt / Haltestelle | 19,43                | Rolvenden                                                  | Rolvenden                                                |
| Brücke über Wasserlauf | 16,72                | Newmill Channel                                            | Newmill Channel                                          |
| Bahnhof | 15,11                | Wittersham Road                                            | Wittersham Road                                          |
| Brücke über Wasserlauf | 13,66                | Hexden Channel                                             | Hexden Channel                                           |
| Brücke über Wasserlauf | 12,51                | River Rother                                               | River Rother                                             |
| |                      |                                                            |                                                          |
| Abzweig geradeaus, ehemals nach links und ehemals von links |                      | East Sussex Light Railway nach Rye                         | East Sussex Light Railway nach Rye                       |
| |                      |                                                            |                                                          |
| Bahnhof | 11,27                | Northiam                                                   | Northiam                                                 |
| Brücke über Wasserlauf |                      | Mill Ditch                                                 | Mill Ditch                                               |
| Bahnhof | 5,53                 | Bodiam                                                     | Bodiam                                                   |
| ehemaliger Haltepunkt / Haltestelle | 4,02                 | Junction Road Halt                                         | Junction Road Halt                                       |
| Brücke über Wasserlauf (Strecke außer Betrieb) |                      | River Rother                                               | River Rother                                             |
| Haltepunkt / Haltestelle (Strecke außer Betrieb) | 2,01                 | Salehurst Halt                                             | Salehurst Halt                                           |
| Brücke über Wasserlauf (Strecke außer Betrieb) |                      | River Rother                                               | River Rother                                             |
| Brücke über Wasserlauf |                      | River Rother                                               | River Rother                                             |
| Abzweig geradeaus und von rechts |                      | nach Tonbridge                                             | nach Tonbridge                                           |
| Bahnhof | 0,0                  | Robertsbridge                                              | Robertsbridge                                            |
| Abzweig ehemals geradeaus und nach links |                      | nach Hastings                                              | nach Hastings                                            |
| |                      |                                                            |                                                          |
| |                      | Robertsbridge and Pevensey Light Railway nach Pevensey Bay |                                                          |

Als Kent and East Sussex Railway (K&ESR) werden sowohl eine ehemalige private Eisenbahngesellschaft in Kent und East Sussex in England als auch eine Museumsbahn bezeichnet, die heute auf einem Teil der Strecke der ehemaligen Bahngesellschaft zwischen Tenterden und Bodiam verkehrt.
Unabhängig davon arbeitet ein anderes Museumsbahnprojekt, die Rother Valley Railway, an der Wiederherstellung des westlichen Endes der Strecke zwischen Robertsbridge und Bodiam.

## Das ehemalige Eisenbahnunternehmen

### Hintergrund
Gegen Mitte des 19. Jahrhunderts befand sich Tenterden in der Mitte eines Dreiecks von Eisenbahnstrecken. Die South Eastern Railway hatte ihre Strecke von Redhill nach Tonbridge am 12. Juli 1841 eröffnet. Diese wurde am 31. August 1842 bis Headcorn und am 1. Dezember 1843 bis Ashford verlängert. Am 13. Februar 1851 eröffnete die South Eastern Railway ihre Strecke von Ashford nach Hastings.
Die dritte Seite des Dreiecks war die Bahnstrecke von Tonbridge nach Hastings. Diese wurde am 24. November 1846 bis Tunbridge Wells, am 1. September 1851 bis Robertsbridge, am 1. Januar 1852 bis Battle und am 1. Februar 1852 bis St Leonards eröffnet. Für die Verbindung nach Hasting hatte die South Eastern Railway ein Betriebsrecht mit der London, Brighton and South Coast Railway vereinbart.
In den folgenden Jahrzehnten gab es etliche Versuche, Tenterden an das Eisenbahnnetz anzuschließen, die jedoch sämtlich scheiterten. Als 1896 der Light Railways Act verabschiedet worden war, schlug eine Gruppe von Bürgern unter Führung von Myles Fenton eine Bahnstrecke nach Robertsbridge vor, die Rother Valley Railway, welche eine Baugenehmigung nach dem genannten Gesetz erhielt. Die Ausschreibung für den Bau der Strecke wurde von der London and Scottish Contract Corporation gewonnen, die Godfrey and Siddelow als Subunternehmer beauftragte. Die Arbeiten wurden von Holman F. Stephens beaufsichtigt, der später Geschäftsführer der Bahngesellschaft wurde.

### Eröffnung und Wachstum
Der Light Railways Act von 1896 erlaubte billigere Baumethoden im Austausch gegen eine Geschwindigkeitsbeschränkung. Die Baugenehmigung sah für die Schienen eine Längenbezogene Masse von 56 Pfund pro Yard (56 lb/yd, das sind 27,7 kg/m) vor, tatsächlich wurden Schienen von 60 lb/yd (29,8 kg/m) eingebaut. Die Höchstgeschwindigkeit betrug zunächst 15 Meilen pro Stunde (15 mph, 24 km/h), wurde aber bald auf 25 mph (40 km/h) angehoben. Am 26. März 1900 wurde die Strecke zwischen Robertsbridge und Rolvenden für den Güterverkehr und am 2. April für den Personenverkehr eröffnet. In Robertsbridge gab es eine Windpumpe für die Wasserversorgung der Lokomotiven. Der Endbahnhof – obwohl als Tenterden bezeichnet – lag 3,2 Kilometer von der Stadt entfernt. Die Begeisterung der Bevölkerung für die Bahnstrecke war eher gering, was neben der großen Entfernung des Bahnhofs vom Ort auch an der Befürchtung lag, dass die Eröffnung der Kleinbahn nach Robertsbridge den Bau einer leistungsfähigeren Bahn nach Headcorn verhindern könnte.
Am 15. April 1903 wurde die Strecke bis zum Bahnhof Tenterden Town verlängert und der ursprüngliche Endbahnhof in Rolvenden umbenannt. Ein Windpumpe am östlichen Ende des Bahnhofs versorgte einen Wasserturm an dessen westlichem Ende.
Die Verbindung zwischen Tenterden und Headcorn war ursprünglich als Teil der Tenterden Railway, einer Bahnstrecke von Maidstone nach Hastings, geplant und genehmigt worden. Um diese Strecke nicht bauen zu müssen schloss die South Eastern and Chatham Railway ein Abkommen mit der Rother Valley Railway über Bau und Betrieb dieser Strecke. Die South Eastern and Chatham Railway würde für mögliche Betriebsverluste aufkommen und erhielt im Gegenzug die Option, die Strecke jederzeit innerhalb der ersten 21 Jahre nach ihrer Eröffnung zu kaufen. Dazu kam es jedoch nicht. Im Jahre 1904 änderte die Rother Valley Railway ihren Namen in Kent & East Sussex Light Railway. Die Verlängerung der Strecke bis nach Headcorn wurde am 15. Mai 1905 eröffnet. Auch dort wurde eine Windpumpe für die Wasserversorgung der Lokomotiven gebaut.
Bei Ausbruch des Ersten Weltkriegs 1914 wurde die K&ESR unter staatliche Kontrolle gestellt, wie die meisten Bahngesellschaften zu dieser Zeit. Dieser Zustand endete 1921, und es wurden 1487 £ als Entschädigung gezahlt. Bei der Vereinigung der meisten Eisenbahnen zu vier großen Unternehmen durch den  Railways Act 1921 blieb die die Kent and East Sussex Railway selbständig.

### Niedergang
Ab 1924 machte der Abschnitt von Tenterden nach Headcorn Verluste. Als Nachfolger der South Eastern and Chatham Railway musste die Southern Railway für diese Verluste aufkommen, obwohl keine Chance auf Gewinn bestand: selbst bei Einstellung des Personenverkehrs wäre es fragwürdig gewesen, ob die Einnahmen aus dem Güterverkehr die Betriebskosten decken könnten.
Als Holman F. Stephens 1931 starb, übernahm William Henry Austen, sein langjähriger Assistent und Lebenspartner, die Leitung der Kent and East Sussex Railway. Diese wurde 1932 zahlungsunfähig, und Austen wurde zum Insolvenzverwalter bestimmt. Er begann Verhandlungen mit der Southern Railway mit dem Ziel, abgenutztes Rollmaterial durch brauchbares zu ersetzen. 1936 erschien die erste von der Southern Railway gemietete Lokomotive auf der Strecke. 1939 wurden auf der ganzen Strecke Schienen mit einem Gewicht von 29,8 kg/m eingebaut.
Bei Ausbruch des Zweiten Weltkriegs 1939 wurde die K&ESR wieder unter staatliche Kontrolle gestellt und der Railway Operating Division der Royal Engineers zugeteilt. Die Strecke war eine alternative Nachschublinie zur Südküste und entlastete Ashford etwas. Teile für die Operation Pluto wurden über diese Strecke transportiert. Mit dem Steigen des Schrottpreises während des Krieges wurde das meiste überschüssige Rollmaterial verschrottet. Bei der Verstaatlichung der britischen Eisenbahnen am 1. Januar 1948 wurde die Kent and East Sussex Railway Teil der Southern Region der British Railways.

### British Railways

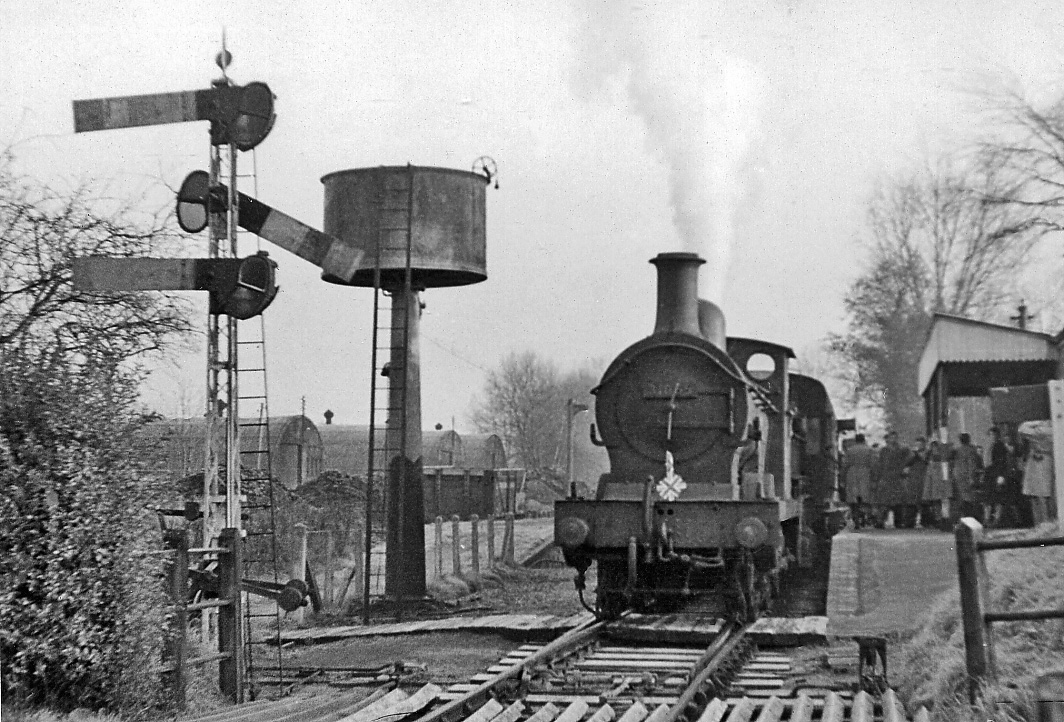
Einer der letzten Personenzüge im Bahnhof Tenterden

Nach der Verstaatlichung wurde eine der beiden noch vorhandenen Lokomotiven und der ganze Wagenpark mit Ausnahme der neuesten Fahrzeuge verschrottet. Neu eingesetzt wurden ehemalige Personenwagen der South Eastern and Chatham Railway sowie der London and South Western Railway. Es verkehrten weiterhin gemischte Züge, aber sie wurden jetzt mit einem Bremserwagen ausgestattet. Die Strecke wurde weiterhin in zwei Abschnitten betrieben. Der Vorschlag, die Strecke zweigleisig auszubauen, wurde nicht ausgeführt, aber der Oberbau wurde weiter verbessert unter Verwendung gebrauchter Schienen der Elham Valley Railway. Alle vorhandenen Fahrkarten wurden aus dem Verkehr gezogen und neue Fahrkarten gedruckt, und es gab mehr Personal auf den Stationen. Dies führte jedoch nicht zu einer Zunahme an Reisenden, und so wurde der reguläre Personenverkehr eingestellt. Der letzte Personenzug verkehrte am 2. Januar 1954. Es war der 17:50-Uhr-Zug von Robertsbridge nach Headcorn, bestehend aus sechs Durchgangswagen die für diese besondere Gelegenheit von Ashford hergebracht worden waren.
Bis 1958 verkehrten weiterhin zwei Güterzüge pro Tag, außerdem Sonderzüge für die Landarbeiter während der Hopfenernte. Gelegentlich gab es Personenverkehr in Form von Sonderzügen für Eisenbahnfreunde. 1957 wurde die Drewry-Diesellokomotive 11220 erfolgreich auf der Strecke getestet, sie und Lok 11223 waren die regulären Lokomotiven während der letzten Jahre des Betriebs. 1958 unternahm der Dieseltriebzug 1002 (BR-Klasse 201) Testfahrten zwischen Bodiam und Northiam.

### Stilllegung
Der letzte Personenzug über die Strecke war ein Sonderzug des Locomotive Club of Great Britain am 11. Juni 1961. Die Strecke wurde am folgenden Tag stillgelegt mit Ausnahme eines kurzen Stücks bei Robertsbridge, das zum Gleisanschluss für eine Getreidemühle (Hodson's Flour Mill) wurde. Dieser letzte Streckenteil schloss am 1. Januar 1970.

### Betrieb
Die Kent & East Sussex Light Railway wurde in zwei getrennten Abschnitten betrieben, Robertsbridge–Tenterden und Tenterden–Headcorn. Die Verlängerung nach Headcorn war mit stärkeren Schienen als der erste Teil gebaut worden und erlaubte so eine höhere Achslast und damit schwerere Lokomotiven. Sie verlief weitgehend parallel zu Straßen und war daher der Konkurrenz durch den Straßenverkehr besonders ausgesetzt. Obwohl die Rother Valley Railway die Kent & East Sussex Light Railway ursprünglich getrennte Personen- und Güterzüge betrieben hatten, wurden in den 1920er-Jahren gemischte Züge die Regel. Der erste Schienenbus wurde 1923 eingeführt. Obwohl Schienenbusse leicht und wirtschaftlich zu betreiben waren, boten sie den Reisenden keinen besonderen Komfort.
Von 1928 bis 1933 wurde dem 17:15-Uhr-Zug von Cannon Street nach Hastings ein Kurswagen beigestellt, der in Robertsbride abgehängt und weiter nach Tenterden befördert wurde. Während der Hopfenernte gab es Sonderzüge, um Erntearbeiter von London herzubringen. Einer dieser Züge hatte 1936 vier Drehgestellwagen der Southern Railway, zwei dreiachsige Wagen der K&ESR und einen Gepäckwagen. Das Rollmaterial der K&ESR war in der Regel auf die eigene Strecke beschränkt. 1947 verweigerte die Southern Railway wegen angeblicher Sicherheitsmängel die Überführung einiger Personenwagen der K&ESR nach Lydd, die dort für Filmaufnahmen eingesetzt werden sollten.
Fahrkarten wurden in der Regel in den Zügen ausgegeben, obwohl die K&ESR erst 1944 Durchgangswagen beschaffte. Die Fahrkarten wurden in Rolvenden gedruckt, ebenso wie Fahrkarten für andere von Stephens kontrollierte Bahnen.

## Museumsbahn

### Geschichte

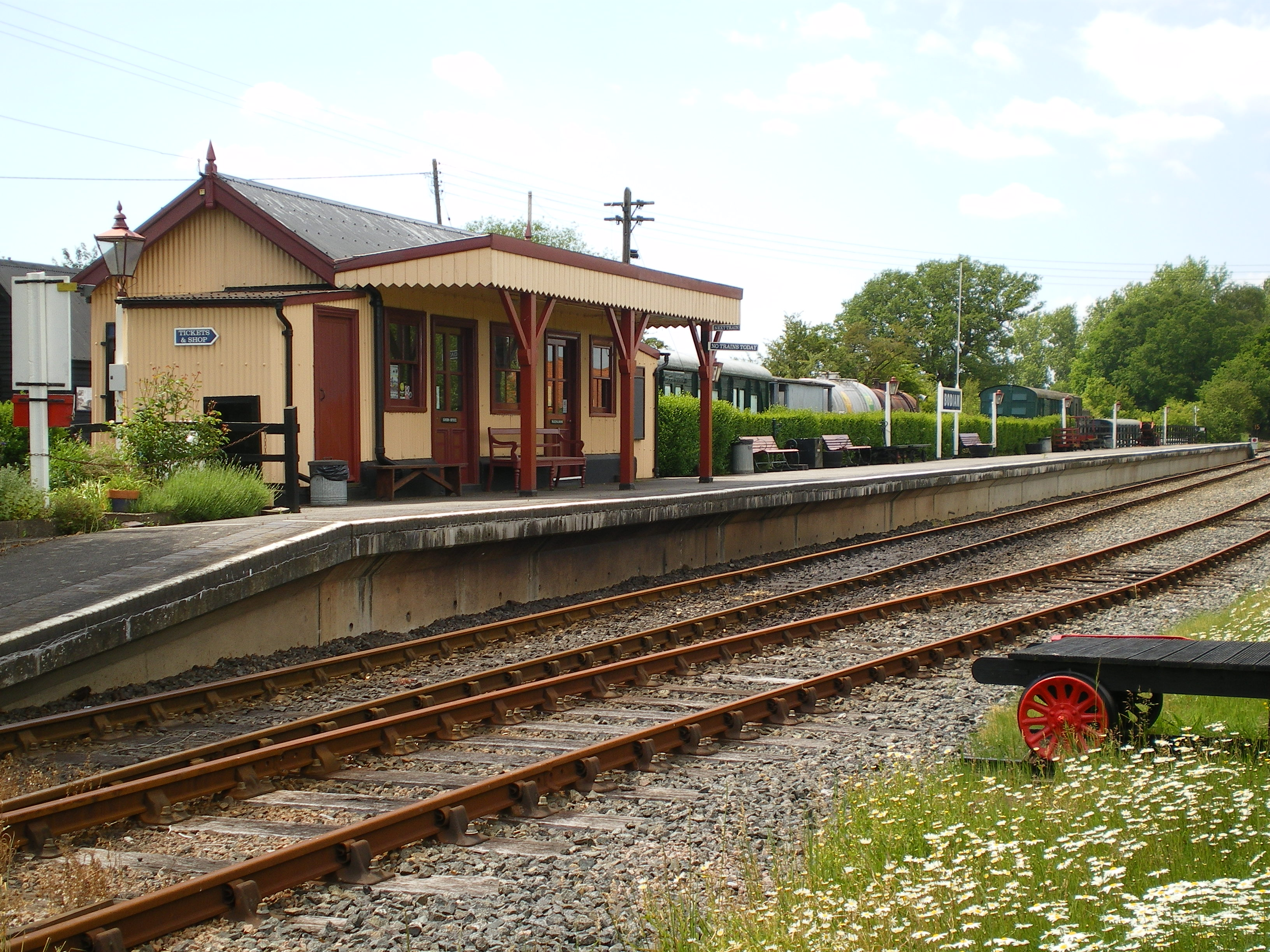
Bahnhof Bodiam

Sofort nach der Stilllegung begannen Aktivitäten zum Erhalt der Strecke. Wegen Schwierigkeiten, einen Light Railway (Transfer) Order – die nötige Betriebserlaubnis – zu erhalten, daurte es jedoch bis 1974, bevor die Strecke teilweise als Museumsbahn zwischen Tenterden und Rolvenden wieder eröffnet werden konnte. Es folgen Erweiterungen: 1977 bis Wittersham Road, 1990 bis Northiam und 2000 bis Bodiam. Darüber hinaus seit 2011 ist eine weitere Meile (1,6 km) bis zum Junction Road Halt wieder befahrbar.
Die Museumsbahn hat eine stürmische Geschichte hinter sich, mit zwei finanziellen Krisen und Streit zwischen der Freiwilligengruppe und ihrem gewählten Board of Trustees. In den späten 1990er Jahr war die Gesellschaft fast bankrott, konnte eine Insolvenz aber wegen eines Fehlers im Kreditvertrag der Bank vermeiden. Seitdem hat sich die finanzielle Lage verbessert.
Wie bei den meisten Museumsbahnen gibt es eine Reihe bezahlter Angestellter zur Aufrechterhaltung des Betriebes. Verschiedene Sonderveranstaltungen dienen einer Verbesserung der Einnahmen.
Die Bahn hat unter dem Erbe von Stephens’ billiger und schwacher Bauweise des Fahrwegs gelitten. Daher hat die Museumsbahn versucht, den Fahrweg zu verbessern, z. B. durch die Erneuerung von Durchlässen und Dämmen. 1990 mussten 200 m Bahndamm neu gebaut werden, die von Dachsen beschädigt worden waren. Bei Rolvenden gibt es einige Problem mit Bodensenkungen, die oft Geschwindigkeitsbeschränkungen erfordern, um weiteren Schaden an der Strecke zu vermeiden. Der größte Teil des Oberbaus zwischen Northiam und Bodiam ist nach modernen Standards erneuert worden.

### Die Strecke heute

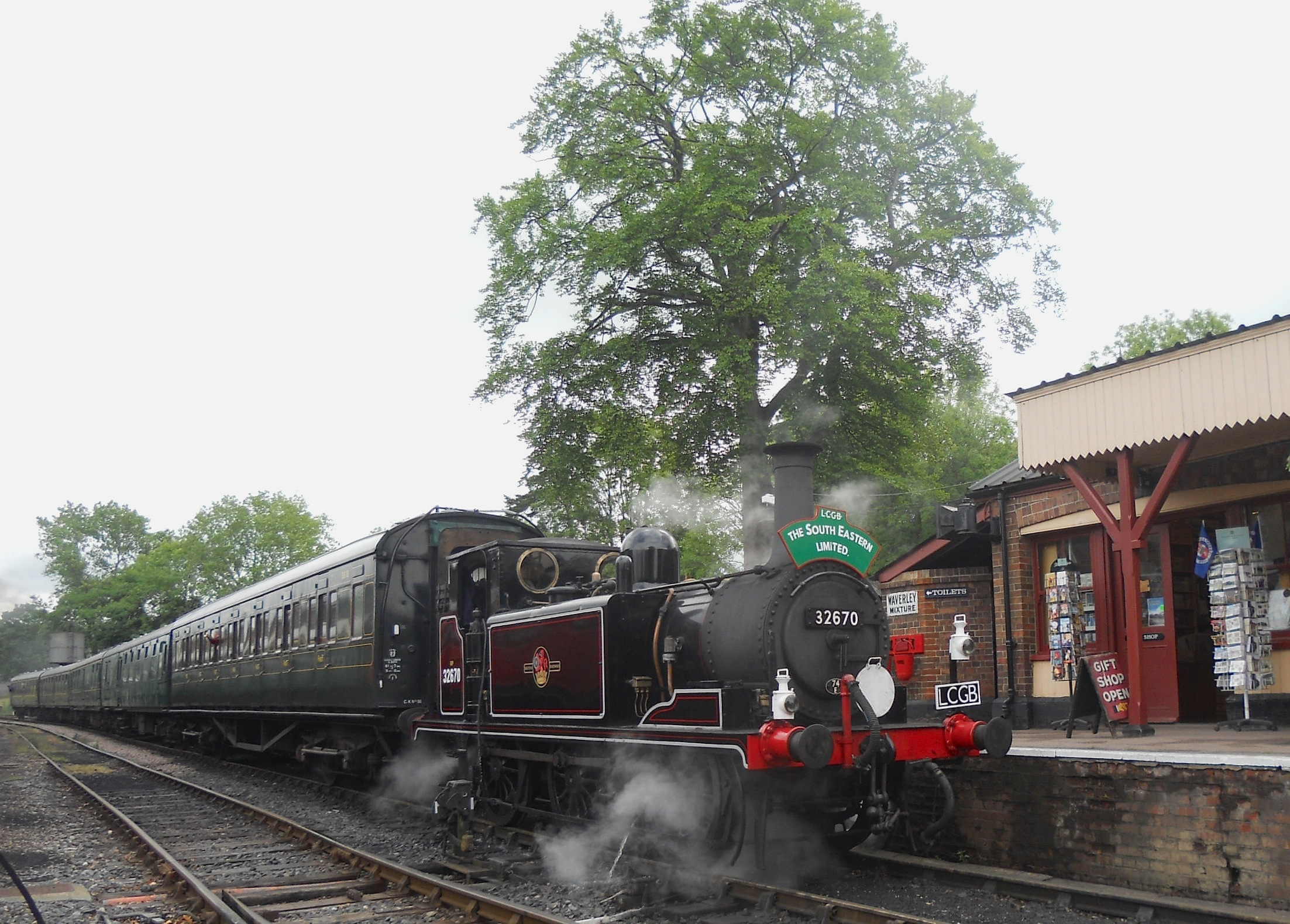
Lokomotive Nr. 32670 (LB&SCR-Klasse A1X) mit ihrem Zug im Bahnhof Tenterden Town

Heute ist die Strecke eine Touristenattraktion in Südostengland. Sie bietet eine Fahrt von 18,5 km Länge durch das Tal des Rother in historischen Eisenbahnwagen, die in der Regel von einer Dampflokomotive gezogen werden, obwohl außerhalb der Hauptsaison auch Dieseltriebwagen zum Einsatz kommen.
Die Züge verkehren derzeit vom Bahnhof Tenterden Town bis zum Bahnhof Bodiam in Sichtweite des Bodiam Castle. Eine weitere Meile (1,6 km) bis zum Junction Road Halt ist befahrbar, aber es gibt derzeit keine Pläne, dort ein Aus- und Einsteigen zu ermöglichen.
Der Bahnhof Tenterden Town ist Mittelpunkt der Museumsbahn. Hier gibt es einen Buch- und Souvenirladen, die Wagenwerkstatt und ein Café, welches früher das Gebäude eines Busbahnhofs in Maidstone gewesen ist. Die Lokomotivwerkstatt befindet sich beim Bahnhof Rolvenden und hat eine Besucherplattform, von der aus man das Freigelände und eine Reihe von ISO-Containern überblicken kann, die als Lagerraum dienen.
Während des ganzen Jahres gibt es Veranstaltungen zu besonderen Themen. Einige sind mit der lokalen Geschichte verbunden, während eher kommerzielle Veranstaltungen wie Thomas-the-Tank-Engine-Tage oder Nikolausfahrten wie bei anderen Museumsbahnen für zusätzliche Einnahmen sorgen. Außerdem werden Eisenbahn-Erlebnistage angeboten.

### Colonel Stephens Railway Museum
Holman F. Stephens hatte 1916 den Rang eines Oberstleutnant (lieutenant colonel) in der Territorial Army (TA) erreicht und war in Folge als Colonel Stephens bekannt. Im Bahnhof Tenterden gibt es ein Museum mit einer Anzahl von Ausstellungsstücken, darunter einer Wachsfigur des Colonel, die die Geschichte des Mannes und seiner Eisenbahnen erzählen.

### Rother Valley Railway
In Robertsbridge wurde 1990 eine weitere, unabhängige Museumsbahn gegründet, die Rother Valley Railway. Ihr Ziel ist die betriebsfähige Wiederherstellung der Strecke zwischen Bodiam und dem Bahnhof Robertsbridge an der Hauptbahn.
Der ursprüngliche Plan sah vor, auf dem Bahngelände in Robertsbridge zunächst Mitfahrten im Bremserwagen anzubieten, aber hauptsächlich wegen fehlender Mittel ging es nur langsam voran. Im Jahr 2011 wurde dieser Plan jedoch fallengelassen, um stattdessen die Bahnhofsgleise gleich so zu bauen, dass sie schließlich den Verkehr nach und von Tenterden bewältigen könnten, ohne zwischenzeitlich Eisenbahnbetrieb zu machen. Bis 2013 war der Bahnhof Robertsbridge fast fertig einschließlich neuer Gleise und dem größten Teil eines neuen Bahnsteigs. Künftige Entwicklungen sollen eine Wagenhalle, einen Lokschuppen und die Fertigstellung des Empfangsgebäudes enthalten.
Die Pläne für den fehlenden mittleren Teil der Strecke sind gut fortgeschritten. Problematisch ist, dass die Fernstraße A21 die Trasse kreuzt, dass einige sehr teure Brücken nötig sind, und dass man die Trasse von privaten Eigentümern zurückkaufen muss. Zwei Landeigentümer leisten Widerstand gegen den Verkauf des nötigen Ackerlands für die Entwicklung der Eisenbahn, und Pläne für einen höhengleichen Bahnübergang für die A21 haben in besonderem Maß für lokale Kontoversen gesorgt.
Anfang 2009 wurden ungefähr 750 Yards (690 m) der ehemaligen Trasse gleich westlich des Bahnhofs Bodiam gekauft. Man begann, die Strecke wieder aufzubauen, und bis April jenes Jahres waren die Schienen gelegt. Im folgenden Jahr konnte man weitere 140 m der Trasse erwerben und die Strecke bis zum ehemaligen Junction Road Halt an der B2224 verlängern. Der erste öffentliche Personenzug über diesen Abschnitt verkehrte am Wochenende des 19. und 20. März 2011, allerdings sind solche Fahrten auf gelegentliche Gala-Tage beschränkt.
Bis Ende 2013 war das Gleis von dem neuen Bahnsteig in Robertsbridge über fünf neu gebaute Brücken bis zur Northbridge Street verlegt, und die ersten Dampfzüge seit Schließung der Strecke fuhren über dieses Stück. Im Jahr 2016 ging die Gleisverbindung der Rother Valley Railway zum nationalen Netz in Betrieb.
Am 16. März 2017 erteilte das Rother District Council die Baugenehmigung für die Wiederherstellung der Strecke zwischen Northbridge Street und Junction Road. Ein Transport and Works Act Order als gesetzliche Grundlage für den Wiederaufbau und Betrieb der Strecke wurde beantragt und am 9. Mai 2023 erteilt.

## Partnerschaft

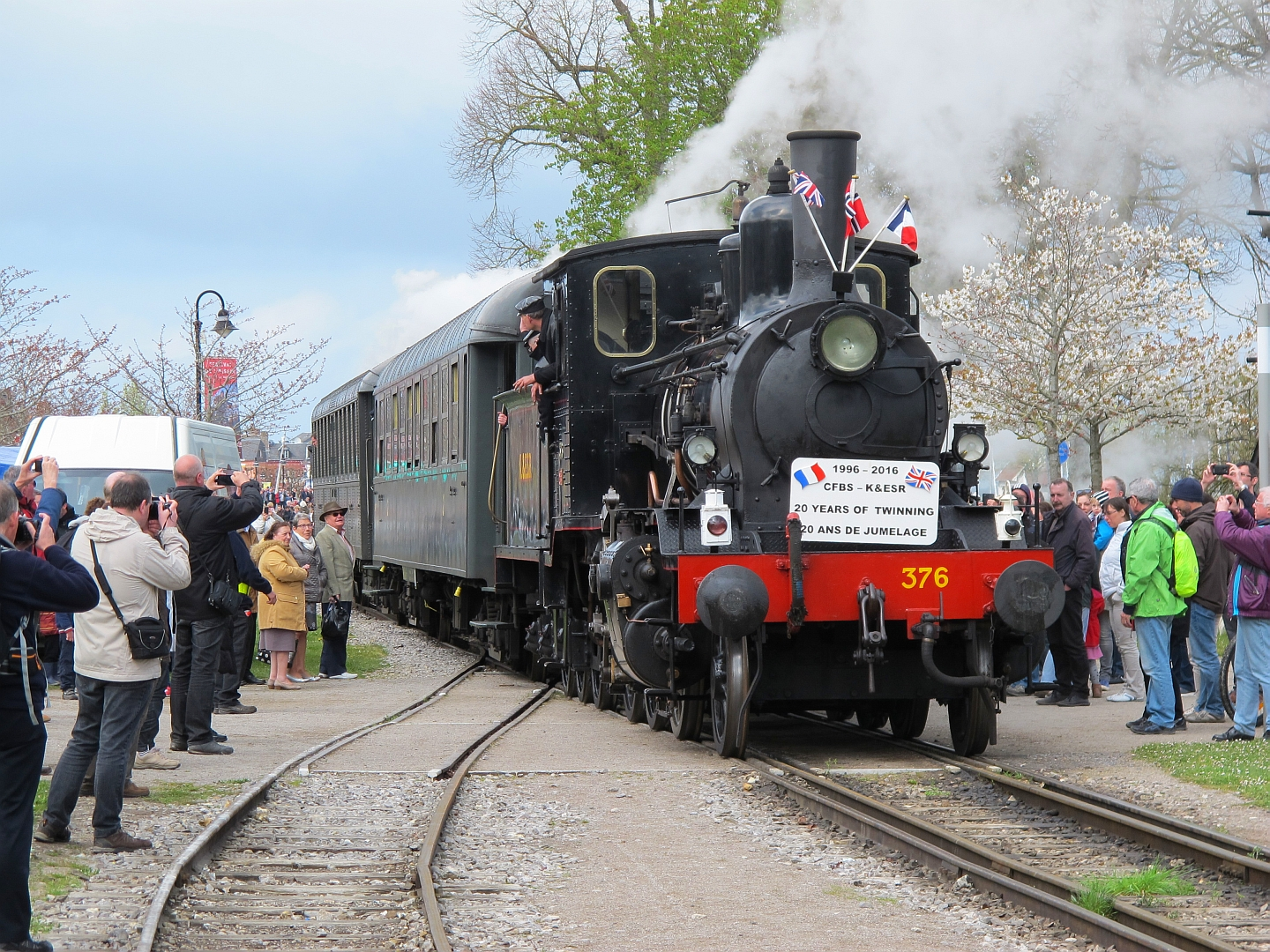
Eine Lokomotive der K&ESR bei der CFBS (April 2016)

Seit 1996 besteht eine Partnerschaft zwischen der Kent & East Sussex Railway und der Chemin de Fer de la Baie de Somme (CFBS), einer Museumsbahn in Frankreich. Lokomotiven der K&ESR sind bei der CFBS zu Besuch gewesen.